# Circolo dei cavalieri della Renania

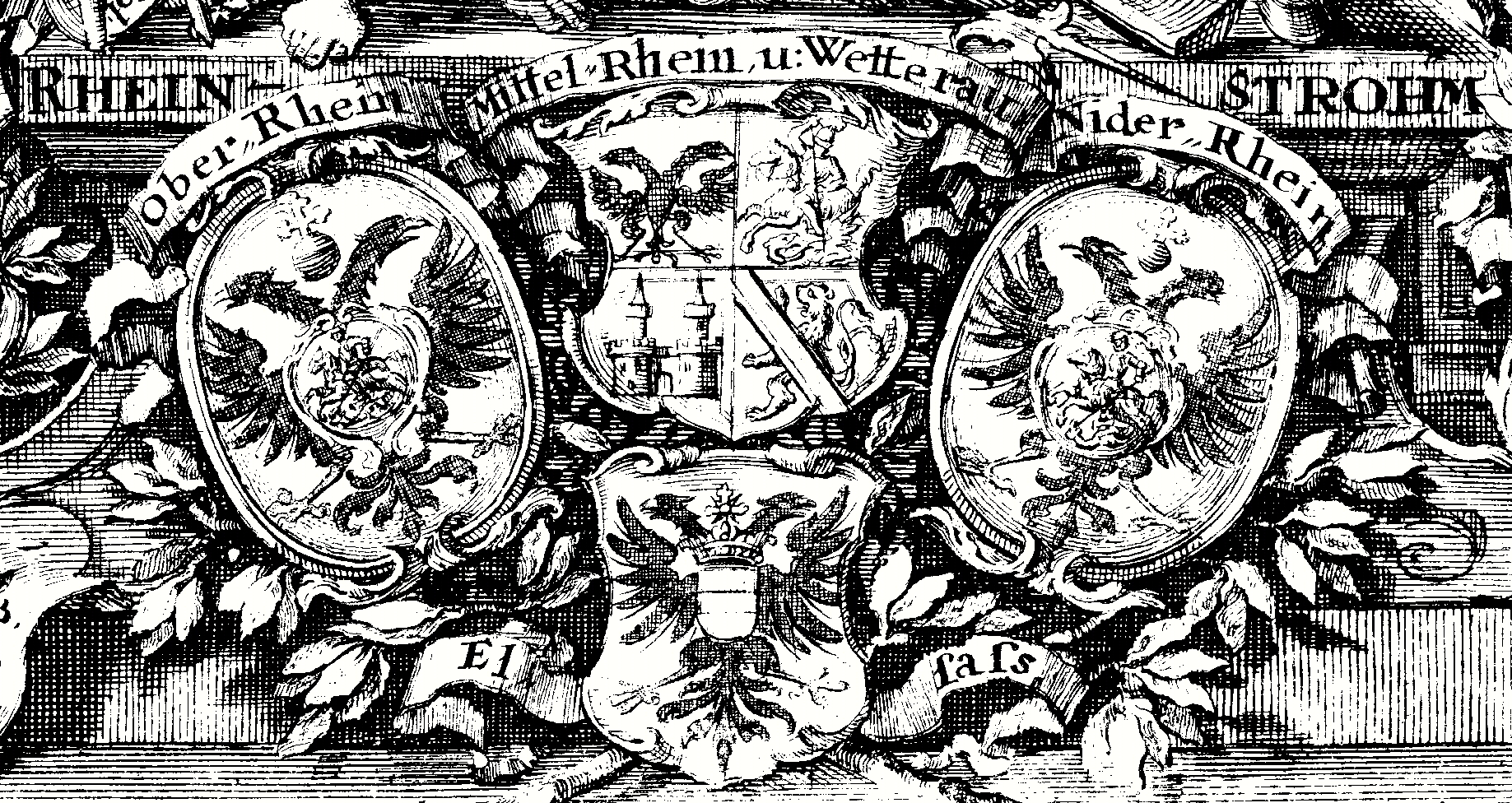
Stampa allegorica con gli stemmi dei cantoni del circolo dei cavalieri della Renania

Il circolo dei cavalieri della Renania (tedesco: Rheinischer Ritterkreis) fu un circolo di cavalieri del Sacro Romano Impero.

## Storia
Il circolo dei cavalieri imperiali della Renania venne costituito nel XVI secolo insieme ad altri gruppi di cavalieri che possedevano beni o territori nel Sacro Romano Impero. Dal 1651/1652 i cavalieri renani ottennero una loro costituzione.
In totale, i cavalieri renano comprendevano circa 360 territori in capo a circa 60 famiglie.
Dopo la pace di Luneville nel 1801, i cavalieri che avevano territori sulla riva sinistra del Reno entrarono a far parte della Francia. Nel corso della dissoluzione del Sacro Romano Impero e della mediatizzazione nel 1805/1806, i cavalieri renani cessarono di esistere.

## I cantoni
Come gli altri circoli cavallereschi, anche i cavalieri renani era diviso in cantoni: 
- Cantone dei cavalieri dell'Alto Reno, (Oberrheinstrom Kantone)con sede a Magonza
- Cantone dei cavalieri del Medio Reno, (Mittelrheinstrom Kantone) con sede a Friedberg
- Cantone dei cavalieri del Basso Reno (Niederrheinstrom Kantone), con sede a Coblenza